# 门古寺镇
门古寺镇，是中华人民共和国湖北省十堰市房县下辖的一个乡镇级行政单位。

## 行政区划
门古寺镇下辖以下地区：
草池垭村、秦口村、马家河村、石垭村、杉树村、高塘河村、巨峪河村、四方洞村、月日湾村、东河村、红星村、仓峪沟村、门古村、胡家街村、狮子岩村、叶家河村、项家河村、会子营村、仓口村、马凉村、大柳树村和彭家湾村。